# Bon Jovi
Bon Jovi é uma banda americana de rock, formada em 1983, em Sayreville, Nova Jersey. A formação atual da banda consiste no cantor Jon Bon Jovi, no tecladista David Bryan, no baterista Tico Torres, no guitarrista Phil X e no baixista Hugh McDonald.
A banda mantém algumas características do estilo hard rock dos anos 1980 até hoje, mas assimilou influências dos variados estilos surgidos no rock e heavy metal desde o seu álbum de estreia, em 1984. Com passar dos anos veio a se tornar uma das bandas mais bem sucedidas da história do rock, quando se trata de turnês pelo mundo, sua marca, músicas em seriados, e aparições em programas de tv, a banda em 2011 foi eleita pela revista Rolling Stone como a segunda banda de rock mais cara do planeta, perdendo o topo posteriormente para a banda irlandesa U2.
Bon Jovi já lançou quinze álbuns de estúdio, cinco coletâneas musicais e três álbuns ao vivo. A banda vendeu mais de 100 milhões de cópias, fazendo deles uma das bandas de rock mais bem sucedidas de todos os tempos, realizando também mais de 2 700 shows em 50 países. Bon Jovi foi introduzido no Hall da Fama da música no Reino Unido em 2006 e no Rock and Roll Hall of Fame dos Estados Unidos em 2018. A banda também recebeu prêmios ao mérito da American Music Awards em 2004 e Jon Bon Jovi e Richie Sambora foram introduzidos no Songwriters Hall of Fame em 2009.

## História

### Formação
Nascido em 2 de março de 1962, o líder e vocalista da banda, Jon Bon Jovi (John Francis Bongiovi Jr.), começou a tocar violão e guitarra aos sete anos, quando aprendeu músicas de Elton John. Em 1969, fundou sua primeira banda, chamada Raze.
Aos treze anos, Jon Bon Jovi teve sua primeira experiência com gravação. A música gravada foi "We Wish You a Merry Christmas", de Meco Monardo e Daniel Oriolo, em um disco de Natal de Star Wars, Christmas in the Stars, produzido pelo produtor musical Tony Bongiovi, seu primo.
Em 1978, conheceu David Bryan (David Bryan Rashbaum) no colégio "Sayreville War Memorial High School". Os dois fundaram uma banda cover de R&B chamada Atlantic City Expressway (ACE). Nessa época, mesmo sendo menores de idade, tocaram em clubes de Nova Jérsei. Ainda na adolescência, Jon Bon Jovi tocou na banda "Jon Bongiovi and the Wild Ones", a qual mantinha formação semelhante à que gravou o primeiro álbum da banda, exceto pelo guitarrista.
Durante o verão de 1980, fora da escola e em empregos temporários — incluindo trabalho em uma loja de sapatos —, Jon Bon Jovi conseguiu finalmente um emprego na PowerStation Studios, uma gravadora de Manhattan, da qual o co-dono era seu primo Tony Bongiovi (que trabalhou com bandas como Aerosmith, Ramones e Talking Heads). Jon fez várias demonstrações de músicas (incluindo uma produzida por Billy Squier) e as enviou para muitas outras gravadoras, sem obter sucesso.
Em 1982 Jon gravou a música "Runaway" com músicos contratados, conhecidos como "The All Star Review", com Tim Pierce na guitarra, Roy Bittan nos teclados, Frankie LaRocka na bateria e Hugh McDonald no baixo. A canção se tornou um sucesso imediato no verão de 1983.
Diante do bem-sucedido single, Jon precisava de uma banda. Os futuros membros do grupo tinham se cruzado no passado, mas a formação original não se juntou até março de 1983, quando Jon ligou para David Bryan, que chamou Alec John Such e Tico Torres. Eles conseguiram um contrato com a gravadora Polygram em 21 de janeiro de 1984, ano em que lançaram o primeiro disco, e Runaway voltou a fazer sucesso. A respeito do nome Bon Jovi, este surgiu de uma brincadeira que os integrantes da banda fizeram com o nome de Jon.
Vários guitarristas passaram pela banda, entre eles Dave "The Snake" Sabo, futuro membro do Skid Row (tocando apenas um verão, o de 1984), até que Richie Sambora se juntou definitivamente ao grupo. Antes de entrar na banda, Sambora excursionou com Joe Cocker, tocou com o grupo Mercy e chegou a fazer um teste para ser membro do Kiss. Ele também tocou no álbum Lessons com a banda "Message", que foi lançado em CD pela Long Island Records em 1995. O Message originalmente assinara com a Swan Song Records (do Led Zeppelin), porém o álbum nunca foi lançado.
Tico Torres também era um músico experiente. Gravou com Miles Davis e tocou ao vivo com "The Marvelettes" e Chuck Berry.
David Bryan era um recruta natural. Quando saiu da banda que fundou ao lado de Jon, passou pela Juilliard School, famosa escola de música e, depois, retornou a parceria com o velho amigo de escola.

### Anos 1980
Bon Jovi agora era uma banda. Durante um show de abertura para a banda Scandal, o grupo chamou a atenção do executivo de gravadora Derek Shulman, que os assinou com a PolyGram.
Com a ajuda do novo empresário, Doc McGhee, o álbum de estreia da banda, Bon Jovi, foi lançado em 21 de janeiro de 1984. O álbum chegou a ouro nos Estados Unidos (mais de 500,000 cópias vendidas) e também foi lançado no Reino Unido. A banda abriu para ZZ Top no Madison Square Garden (antes do álbum ser lançado), e para os Scorpions e os Kiss na Europa, além de shows no Japão.
O ligeiro sucesso do primeiro álbum animou os produtores para um segundo. Em 1985 é lançado 7800° Fahrenheit, mas a recepção foi fraca. A revista britânica Kerrang!, que foi bastante positiva em relação ao álbum de estreia, chamou este de "uma fraca imitação dos Bon Jovi que nós conhecemos e aprendemos a gostar". O próprio Jon Bon Jovi posteriormente disse que o álbum poderia e deveria ser melhor.
Para o álbum seguinte, a banda começou a escrever as canções com o compositor Desmond Child (que foi indicado à banda por Gene Simmons). Slippery When Wet, lançado em 1986, foi produzido por Bruce Fairbarn e gravado em Vancouver, no Canadá. O álbum levou a banda ao "status" de astros mundiais, com sucessos como "You Give Love a Bad Name", "Livin' on a Prayer", "Wanted Dead or Alive" e "Never Say Goodbye".
Na época, Jon Bon Jovi não queria incluir "Livin' on a Prayer" (que se tornaria um dos maiores sucessos da banda; o videoclipe da música é o mais exibido da história da MTV) no álbum, e que o mesmo só recebeu a canção graças ao esforço de Sambora em convencer o vocalista sobre o potencial da canção.
Nos Estados Unidos, o álbum vendeu mais de doze milhões de cópias desde o lançamento e 28 milhões no mundo inteiro. Na turnê que se seguiu, Jon Bon Jovi começou a ter dificuldades vocais. As notas extremamente altas e constantes danificaram sua voz permanentemente. Com a ajuda de um técnico vocal, Bon Jovi continuou a turnê, e Jon começou a cantar em tons ligeiramente mais baixos desde então.
O próximo álbum, New Jersey (chamado originalmente de Sons of Beaches e planejado como um álbum duplo), foi lançado em 1988, novamente produzido por Bruce Fairbarn. O álbum foi gravado logo após o fim da turnê do Slippery When Wet, pois a banda queria provar que não era apenas um sucesso temporário. O trouxe sucessos como "Bad Medicine", "Lay Your Hands on Me", "Born to Be My Baby" e "I'll Be There For You", que permaneceram nos repertórios por muitos anos. No entanto, o álbum levou a banda direto da exaustiva turnê anterior para uma maior ainda.

### Anos 1990
No começo da década de 1990, a banda estava saturada de trabalho. As brigas entre os membros se tornaram constantes e a banda resolveu "dar um tempo". Ainda em 1990, Jon Bon Jovi lança o seu primeiro álbum solo, intitulado Blaze of Glory, cujas canções foram oficialmente inspiradas pelo filme Young Guns II (Jovens Demais Para Morrer). No CD, hits como "Blaze of Glory", "Miracle" e "Santa Fe".
Richie Sambora também lançou um disco solo. Stranger in This Town é de 1991 e foi baseado em suas raízes de blues. O trabalho não chamou tanta atenção da mídia, as vendas foram baixas e a turnê promocional foi bastante curta.[carece de fontes?] O show mais lembrado foi o de San Diego (Estados Unidos), em 1991, capturado no próprio soundboard e gravado em alguns CDs bootlegs ao redor do mundo.
Em 1992, a banda se reúne para gravar Keep the Faith, o quinto álbum de estúdio (cujo nome original era "Revenge"). Neste álbum a banda assume um novo visual, mudando os cabelos, entrando de fato na década de 1990. O disco vendeu milhões de cópias pelo mundo e foi considerado um sucesso.
Em 1994, Bon Jovi lança a coletânea Cross Road, uma das mais vendidas e populares do mundo e que continha duas músicas inéditas: "Always", que originalmente foi feita para a trilha sonora do filme "O Sangue de Romeo"; e "Someday I'll Be Saturday Night". Nesse ano, Alec John Such deixa a posição de baixista da banda e Hugh McDonald assume seu lugar.
Em 1995 é lançado o álbum These Days. Emplacou sucessos como o hit-balada "This Ain't a Love Song" e a faixa título. No mesmo ano, gravaram três shows consecutivos no estádio de Wembley, em Londres, com todos os ingressos esgotados. Para promover o disco, o quarteto saiu em turnê por quase todo o mundo, passando por países como África do Sul, Índia e Tailândia. No Brasil, a banda se apresentou em São Paulo, Rio de Janeiro e Curitiba, tendo todos os ingressos para seus shows vendidos.
Após o final da excursão, em 1996, os Bon Jovi resolveram dar mais uma parada para que seus integrantes pudessem se dedicar aos seus projetos pessoais.
Em 1997, Jon Bon Jovi lança seu segundo álbum solo, Destination Anywhere. Junto com o disco, foi lançado um curta-metragem homônimo. Baseado nas letras do álbum, o filme teve a colaboração de Mark Pellington como diretor e roteirista, e contou com a participação dos atores Kevin Bacon, Demi Moore, Annabela Sciorra e Whoopi Goldberg. Como parte da divulgação do trabalho, Jon foi até o Brasil e se apresentou em programas de grande audiência como Domingão do Faustão, Planeta Xuxa, ambos da Rede Globo; e Programa Livre, do SBT. O hit "Janie, Don't Take Your Love to Town" foi um grande sucesso naquele ano.
No ano seguinte (1998), Richie Sambora fez o mesmo, com o álbum Undiscovered Soul, que contou com a participação de Steven Tyler, vocalista do Aerosmith, na gaita de "If God Was a Woman".

### Anos 2000

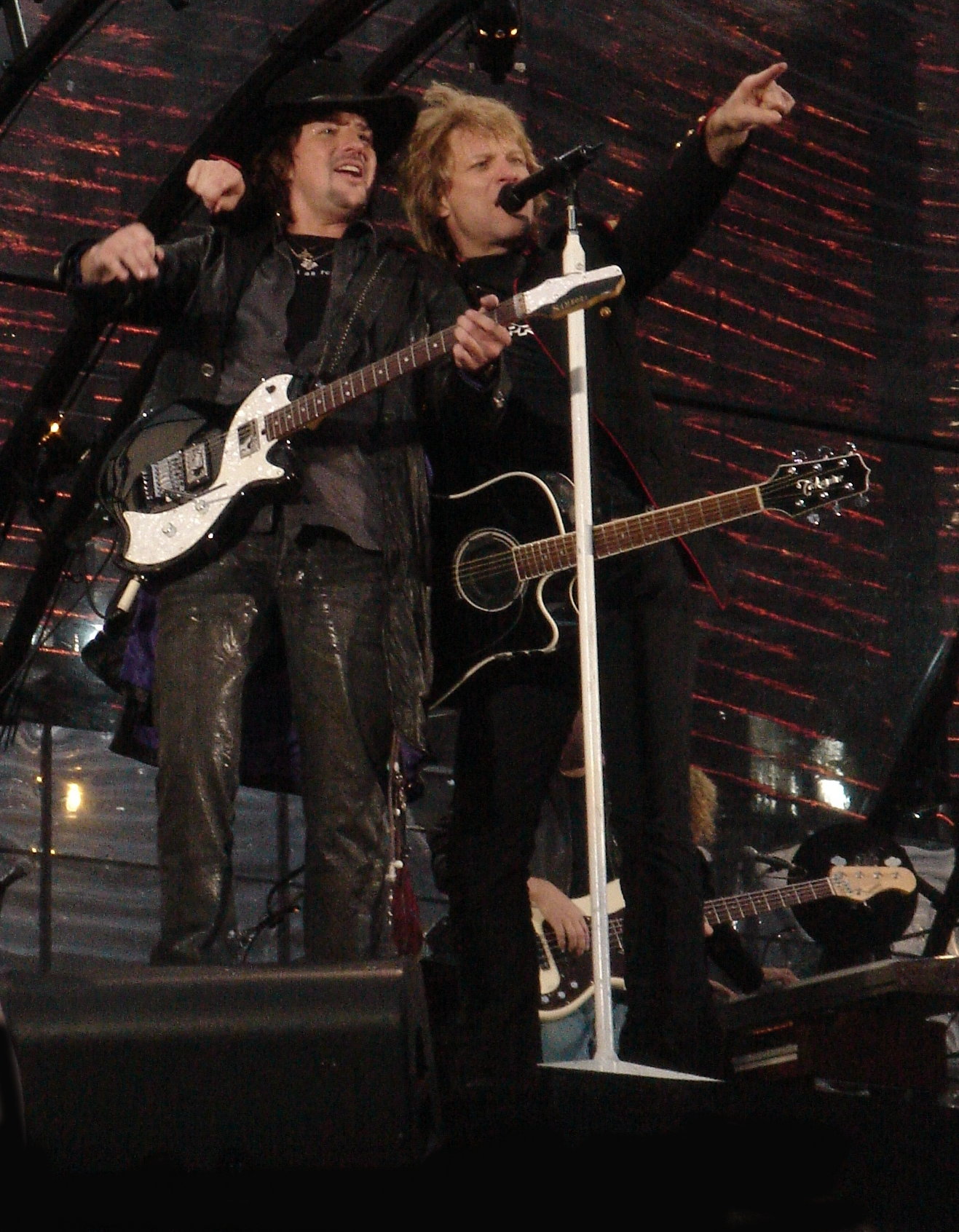
Bon Jovi em Dublin, 2006

Crush é o sétimo álbum da banda, lançado em 13 de junho de 2000 pela Island Records. Foi produzido por Lucas Ebbin, Jon Bon Jovi e Richie Sambora.
Comercialmente, Crush tornou-se um sucesso internacional, chegando ao topo das paradas em vários territórios. O álbum foi disco de platina dupla nos Estados Unidos pela Recording Industry Association of America.
Três singles foram lançados do álbum internacional: "It's My Life", "Say It Isn't So" e "Thank You For Loving Me", bem como uma nova versão, atualizada de "One Wild Night", lançado um ano depois com o álbum ao vivo Wild One Night Live 1985-2001. "It's My Life" se tornou uma das canções mais conhecidas da banda, e um dos seus singles de maior sucesso, alcançando o número um em vários países e tornando-se o terceiro melhor single mais vendido do ano 2000.
Em 2001, a banda lança One Wild Night Live 1985-2001, contendo uma coleção de sucessos em algumas de suas melhores apresentações ao longo dos anos. O álbum inclui covers ao vivo de Neil Young ("Rockin' in the Free World") e The Boomtown Rats ("I Don't Like Mondays"), com a participação especial de seu vocalista Bob Geldof. Embora afirmando que foi gravado a partir de 1985-2001, apenas duas das canções foram gravadas antes de 1995 ("Runaway" e "In and Out of Love", em 1985).
No ano seguinte, em 2002, a banda lança o disco Bounce. Contendo os hits "Everyday" e "Misunderstood".
Em 2003 é lançado This Left Feels Right, uma coleção de regravações de seus grandes sucessos em versões diferentes das originais. A ideia inicial era lançar um álbum de um show ao vivo, feito no Japão, com quase 3 horas de duração. Porém, decidiram de última hora que o disco seria desta maneira.
No final de 2004, chega ao mercado o Box Set: 100,000,000 Bon Jovi Fans Can't Be Wrong, comemorando os vinte anos de existência da banda e a marca de 100 milhões de álbuns vendidos em todo o mundo.
Em setembro de 2005 foi lançado o álbum Have a Nice Day. A turnê teve início em novembro na cidade de Chicago e o 1º single para promoção foi a faixa-título do álbum. O álbum vendeu 4,5 milhões de unidades em todo o mundo (até outubro de 2006). A faixa "Who Says You Can't Go Home" foi lançada em um dueto com Jeniffer Nettles da banda americana de música country Sugarland, e entrou para a história sendo a primeira música de uma banda de rock a ficar em primeiro lugar nas paradas de rádios de música country.
Em 2007, a banda lança Lost Highway, que atingiu o primeiro lugar na Billboard em vendas, algo que a banda não conseguia desde 1989, com New Jersey. A banda começou a Lost Highway Tour, em outubro de 2007, fazendo dez shows em Nova Jérsei, nos Estados Unidos. Passaram também por diversos países como Japão, Austrália, Nova Zelândia, Portugal, Inglaterra, Espanha, entre outros. A turnê acabou em julho de 2008, quando a banda fez dois shows seguidos no Madison Square Garden, em Nova York. Eles lançaram um DVD/Blu-Ray ao vivo, contendo os dois últimos shows da turnê em 2010.
Em 2009, a banda lançou um documentário: When We Were Beautiful, mostrando registros da turnê de Lost Highway. O documentário também comemora os vinte e cinco anos de carreira do Bon Jovi. Além disso, é mostrada uma nova canção, com o mesmo nome do filme.
Em novembro de 2009, a banda lançou o álbum The Circle e o single "We Weren't Born to Follow". Uma versão com um solo de Richie pode ser ouvida no clipe ou no álbum. The Circle teve ainda outros dois singles: "When We Were Beautiful" e "Superman Tonight".

### Anos 2010
A The Circle Tour começou em fevereiro no estado americano do Hawaai, na ilha de Honolulu. Após shows sempre lotados a banda chega ao continente americano. Shows grandiosos em estádios como no Meadowloads em Nova Jérsei. A turnê teve shows com participações, como a apresentação na O2 Arena em Londres, com Bob Leordof e Kid Rock. A turnê passou também pela América Latina, com shows em São Paulo, Rio de Janeiro, México, Costa Rica, Chile, Peru e Argentina. A banda encerrou a sua digressão mundial com um concerto no Parque da Bela Vista, em Portugal, a 31 de julho de 2011 onde estiveram presentes cerca de 55 mil pessoas. A banda já tinha atuado em Portugal, dessa vez no Rock in Rio 2008.
A banda lançou em outubro de 2010 um álbum com os seus maiores singles, incluindo também os inéditos "What Do You Got?", "No Apologies", "This is Love This is Life" e "The More Things Change".
Em Outubro de 2012, Bon Jovi anunciou a Because We Can Tour, uma nova turnê mundial em 2013, para o suporte do novo álbum What About Now que foi lançado em 12 de março de 2013. A turnê começou em fevereiro de 2013 e visitou a América do Norte, Europa, África, Extremo Oriente, Austrália e América Latina.
O décimo segundo álbum do grupo, What About Now foi lançado em 3 de março de 2013 na Austrália e em 12 de Março nos Estados Unidos. Ele vendeu mais de 101,000 cópias em sua semana de lançamento, debutando assim na primeira posição da Billboard 200.
Bon Jovi se apresentou em 2013 no Brasil como atração principal no quinto dia do Rock in Rio V e no Estádio do Morumbi de fronte a 63,198 fãs em São Paulo. Eles voltaram a se apresentar no Brasil em 2017.
Ele apoia abertamente a Campanha presidencial de Cory Booker em 2020 desde setembro de 2019.

## Formação
| - Jon Bon Jovi - vocais, guitarra rítmica (1983-presente) - Phil X - guitarra solo, backing vocals (2013-presente) - Hugh McDonald - baixo, backing vocals (1994-presente) - Tico Torres - bateria, percussão (1983-presente) - David Bryan - teclados, backing vocals (1983-presente) | - Richie Sambora - guitarra solo, backing vocals (1983-2013) - Dave Sabo (The Snake) - guitarra solo (1983) - Alec John Such - baixo, backing vocals (1983-1994) |

## Discografia
Álbuns de estúdio
- Bon Jovi (1984)
- 7800° Fahrenheit (1985)
- Slippery When Wet (1986)
- New Jersey (1988)
- Keep the Faith (1992)
- These Days (1995)
- Crush (2000)
- Bounce (2002)
- Have a Nice Day (2005)
- Lost Highway (2007)
- The Circle (2009)
- What About Now (2013)
- Burning Bridges (2015)
- This House Is Not for Sale (2016)
- 2020 (2020)
- Forever (2024)

## Turnês
- Bon Jovi Tour
- 7800 Faherenheit Tour
- Slippery When Wet Tour
- Jersey Syndicate Tour
- Blaze Of Glory Tour
- Keep the Faith Tour
- Cross Road Tour
- These Days Tour
- Destination Anywhere Tour
- Crush Tour
- One Wild Night Tour
- Bounce Tour
- Have A Nice Day Tour
- Lost Highway Tour
- The Circle Tour
- The Open Air Tour
- Because We Can Tour
- Burning Bridges tour

## Prêmios
- 1987: MTV Video Music Awards: Melhor Performance de Palco.
- 1988: American Music Award: Melhor Banda de Rock
- 1991: MTV Michael Jackson Video Vanguard Award
- 1995: World Music Awards: Melhor Banda de Rock do Ano
- 1995: MTV Europe Music Awards: Melhor Banda de Rock
- 1995: My VH1 Music Awards: Melhor Show do Ano "Live from London"
- 1996: BRIT Awards: Melhor Banda Internacional de Rock
- 2001: My VH1 Music Awards: Música do Ano "It's My Life"
- 2002: My VH1 Music Awards: Melhor Show do Ano "One Last Wild Night"
- 2004: American Music Award: Prêmio de Mérito
- 2005: Chopard Diamond Award no World Music Awards por vender 100.000.000 de álbuns.
- 2006: UK Music Hall da Fama
- 2006: CMT Music Awards: Melhor Dueto "Who Says You Can't Go Home"
- 2007: People's Choice Awards: Melhor Música de Rock "Who Says You Can't Go Home"
- 2007: Grammy Awards: Melhor Dueto Country "Who Says You Can't Go Home"
- 2008: CMT Music Awards: Melhor Dueto "Till We Ain't Strangers Anymore"
- 2010: Ícone Global (Banda com maior Influência Global) Mtv Europe Music Awards

## Músicas em filmes
- Runaway - Segurança de shopping
- "Wanted Dead Or Alive" (Tom Cruise, Julianne Hough) - Rock of Ages (2012)
- "Lost Highway" - Motoqueiros Selvagens (2007)[20]
- "Wanted Dead or Alive" - Motoqueiros Selvagens (2007)[20]
- "I'll Be There for You" - De Repente É Amor (2005)[21]
- "Wanted Dead or Alive" - Scooby Doo 2 - Monstros à Solta (2004)
- "Livin' on a Prayer" - As Panteras Detonando (2003)
- "Livin' on a Prayer" - Voando Alto (2003)
- "Bad Medicine" - O Império (do Besteirol) Contra-Ataca (2001)
- "Hallelujah" -  Shrek - (2001)
- "Livin' on a Prayer" - Rock Star (2001)
- "Real Life" - EdTV (1999)
- "Mr. Big Time" - Armaggedon (1998)
- "Good Guys Don't Always Wear White" - The Cowboy Way (1994)
- "Wanted Dead or Alive" - Harley Davidson and the Marlboro Man (1991)
- "The Boys Are Back in Town" - Comando Imbatível (1990)
- "Blaze of Glory" -  Young Guns II - (1990)
- "Only Lonely" - Light of Day (1987)
- "Edge of a Broken Heart"- Três Trapalhões Da Pesada (1987)
- "Raise Your Hands" - S.O.S. Tem um Louco Solto no Espaço (1987)
- "Wanted Dead or Alive" - P.I. Private Investigations (1987)

## Músicas em seriados
- How I Met Your Mother - "You Give Love A Bad Name" (2005)
- Everybody hates Chris - "Livin' On A Prayer" (2009)
- Supernatural - "Wanted Dead Or Alive" (2009)
- Glee - "It's My Life"
- Grey's Anatomy - "Thank you for loving me"
- Glee - "Living On A Prayer"
- The Vampire Diaries - "You Give Love A Bad Name"
- Stranger Things - “Runway”